# ロシオ駅
ロシオ駅(ポルトガル語: Estação Ferroviária do Rossio）はポルトガルの首都リスボンサンタ・マリア・マイオル地区にある鉄道駅。

## 概要
リスボンでは最も重要な広場であるロシオ広場に位置している。ポルトガル鉄道のリスボン近郊鉄道シントラ線およびリスボンメトロ緑線の駅である。ポルトガル鉄道のロシオ駅は以前は中央駅（ポルトガル語: Estação Central）として知られ、その名称は現在でもファサードに表れている。

### 乗り入れ路線
ポルトガル鉄道
2015年夏ダイヤ現在、平日昼間及び通勤時間帯の主な運行路線及び発着頻度は次の通り
 シントラ線
ロシオ - ミラ・シントラ＝メレカス間：1時間に1本〜4本（所要時間29分）
ロシオ - シントラ間：1時間に2本〜5本（所要時間39分）
リスボンメトロ
2014年冬ダイヤ現在、緑線の平日昼間の運行間隔は6分05秒、朝の通勤時間帯には最短3分35秒間隔、夕方の通勤時間帯には最短3分50秒間隔で運行されている。

## 沿革

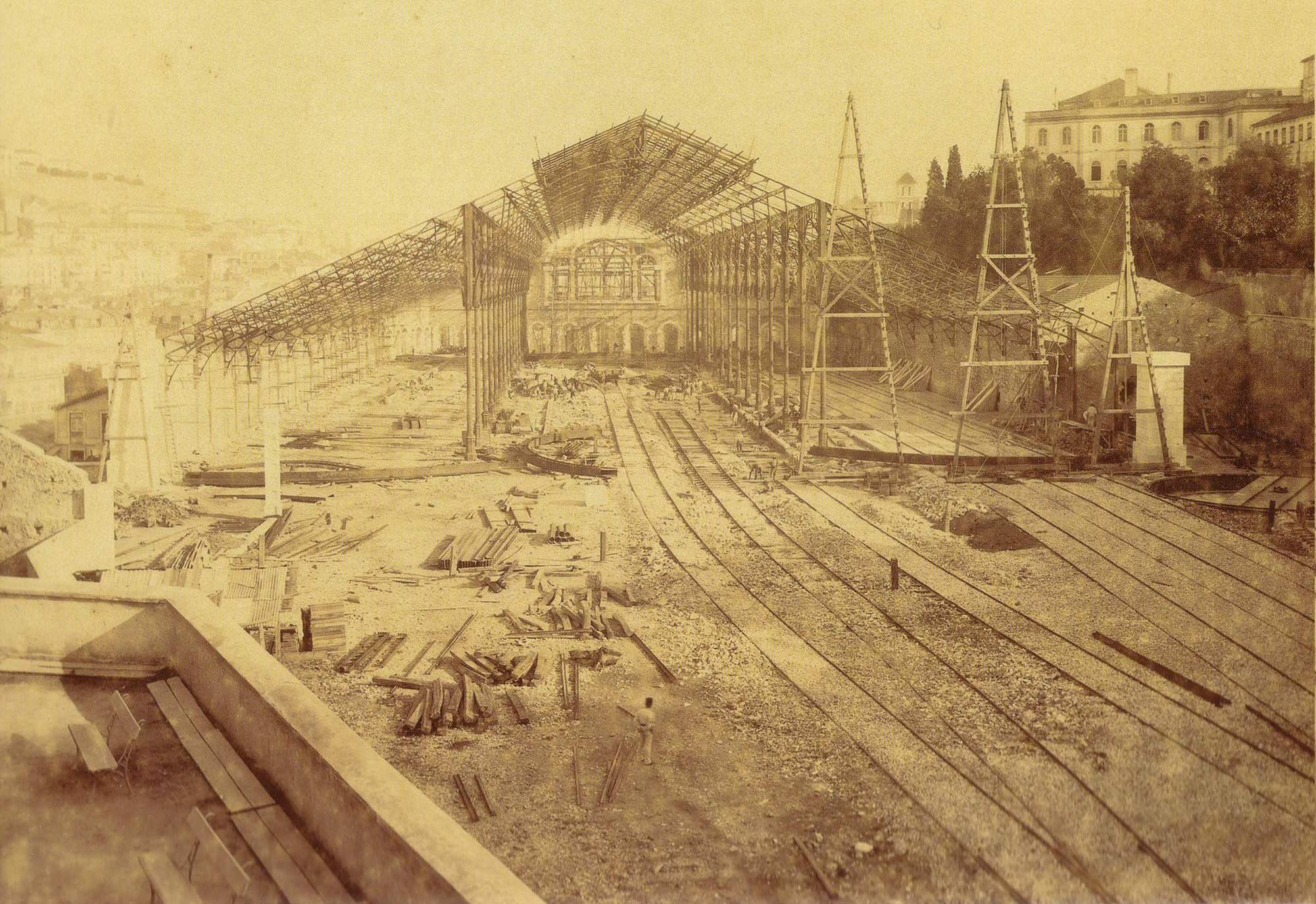
建設中の駅 (1886)

駅はポルトガル王国鉄道によって建設され、1886年～1887年にポルトガル人建築家ジョゼ・ルイス・モンテイロによって設計された。広場の北西側の美しいネオ・マヌエル様式のファサードは16世紀初期のポルトガルのマヌエル様式を豊かに再現している。最も特徴的なものは二つの蹄鉄をかたどった入り口で、時計の小塔や豊富な彫刻、駅構内の様式も特徴的である。トンネル掘削は19世紀のポルトガルにとって郊外に鉄道網を拡張するための重要な技術的工事であり、2,600mのトンネルの完成と同時期の1890年に駅は完成し、その直ぐ後にはリスボン環状線がノルテ線と接続され開業した。2004年10月22日から2008年2月12日までトンネルの改修工事のため駅は閉鎖されていた。
リスボンでの中心的なターミナル駅として1957年までその機能を担っていたが、現在はサンタ・アポローニャ駅およびオリエンテ駅にその地位を譲り、ロシオ駅はリスボン近郊鉄道シントラ線の近郊列車が発着する駅となった。また1963年にリスボンメトロ緑線の駅が開業しているが、国鉄のロシオ駅とは少し離れた位置にある。

## 駅構造

### ポルトガル鉄道
頭端式ホーム5面4線を有する高架駅。駅入口が1階で、そこから2階に上がって改札口を経てホームに辿り着ける。ホームのカンポリデ方はすぐロシオトンネルがある。

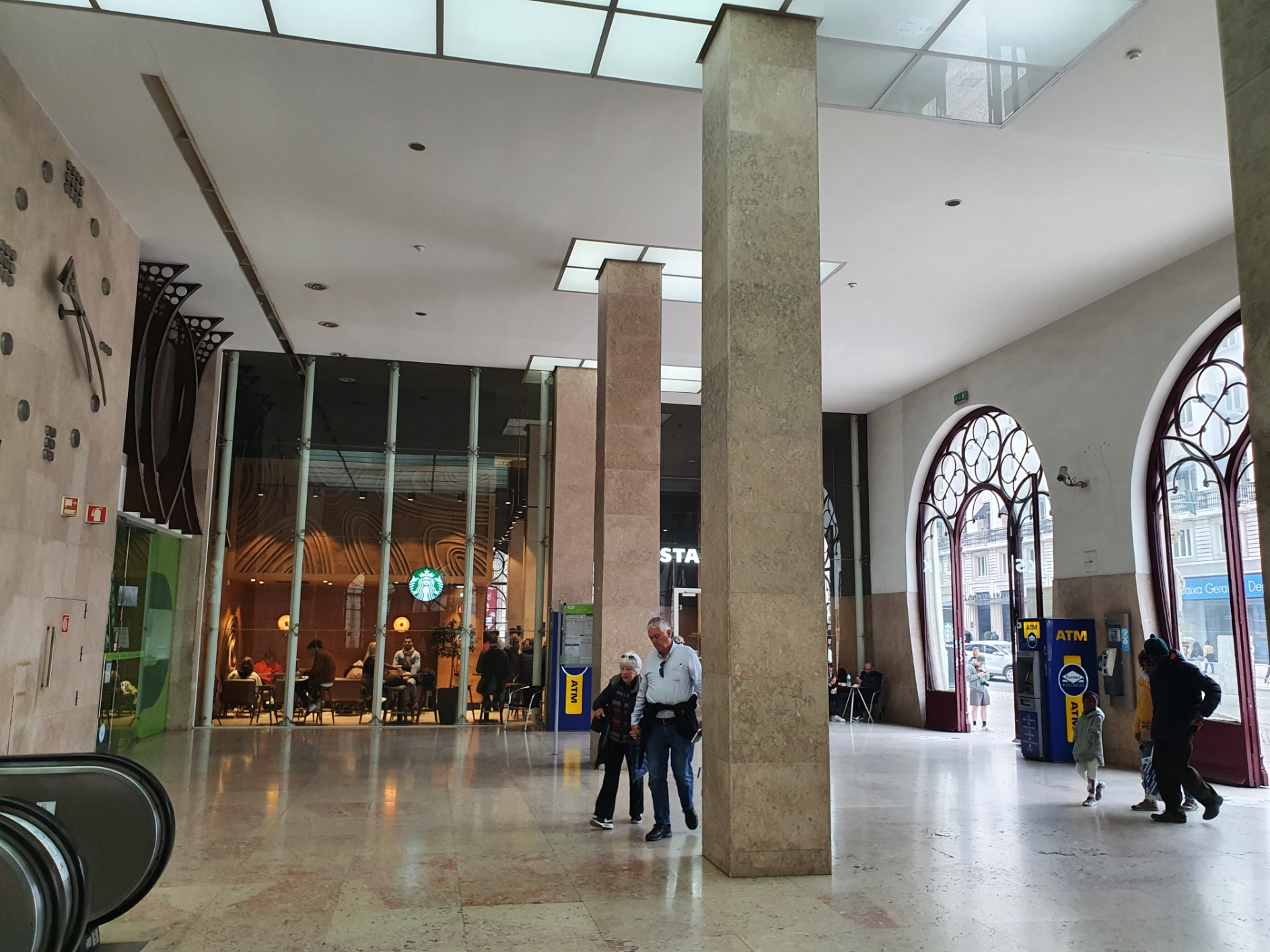
1Fコンコース
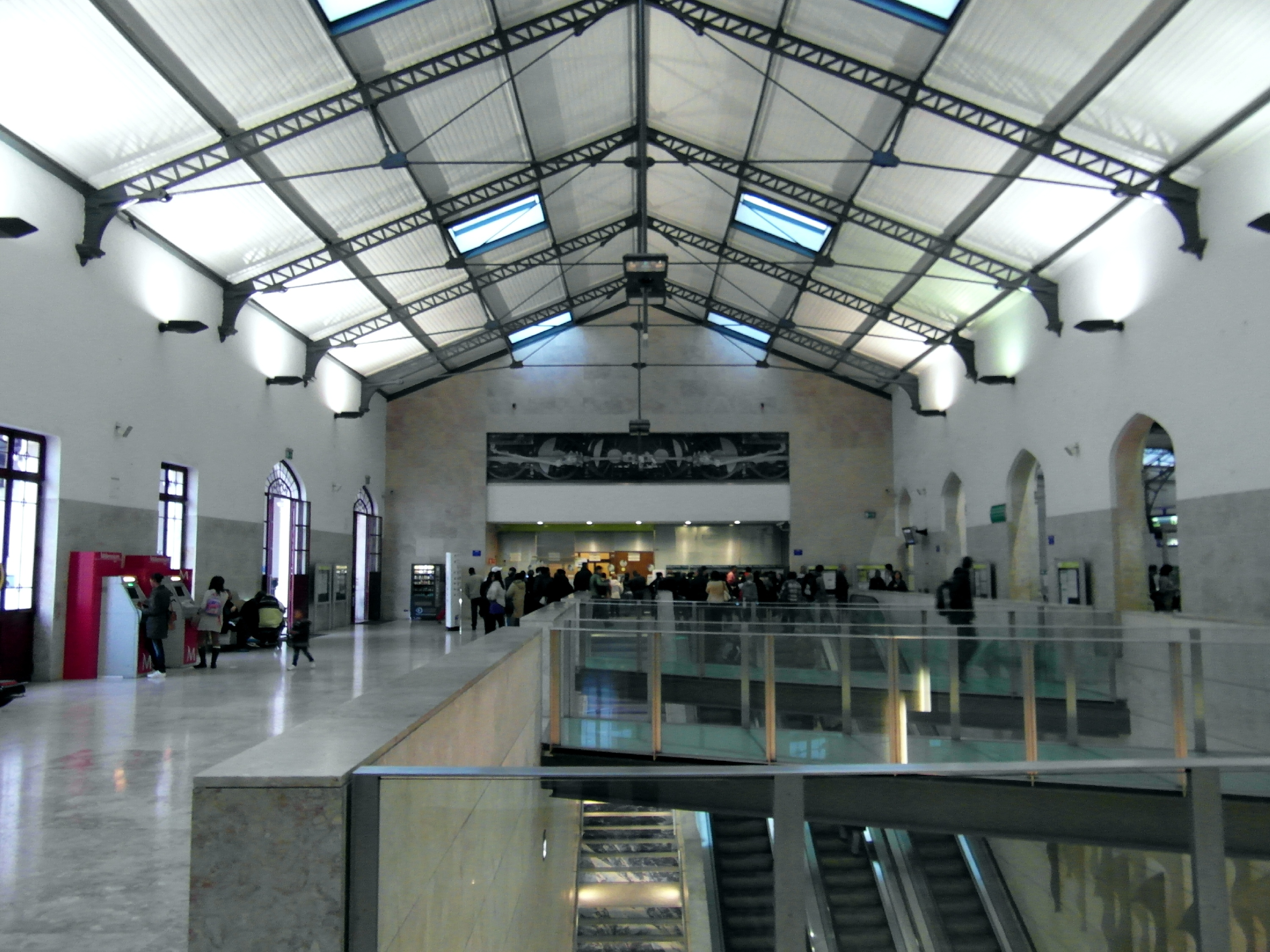
2Fコンコース
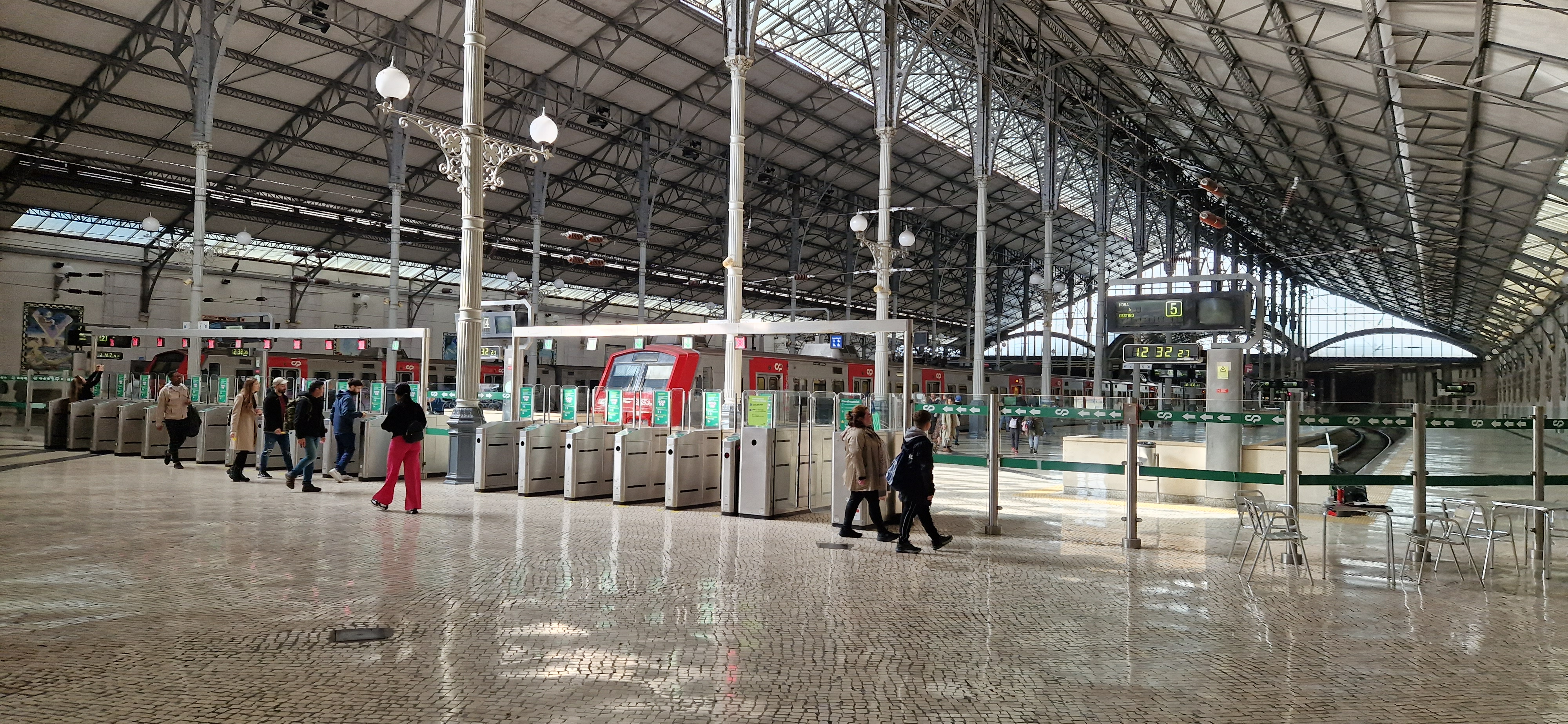
改札口とホーム全景
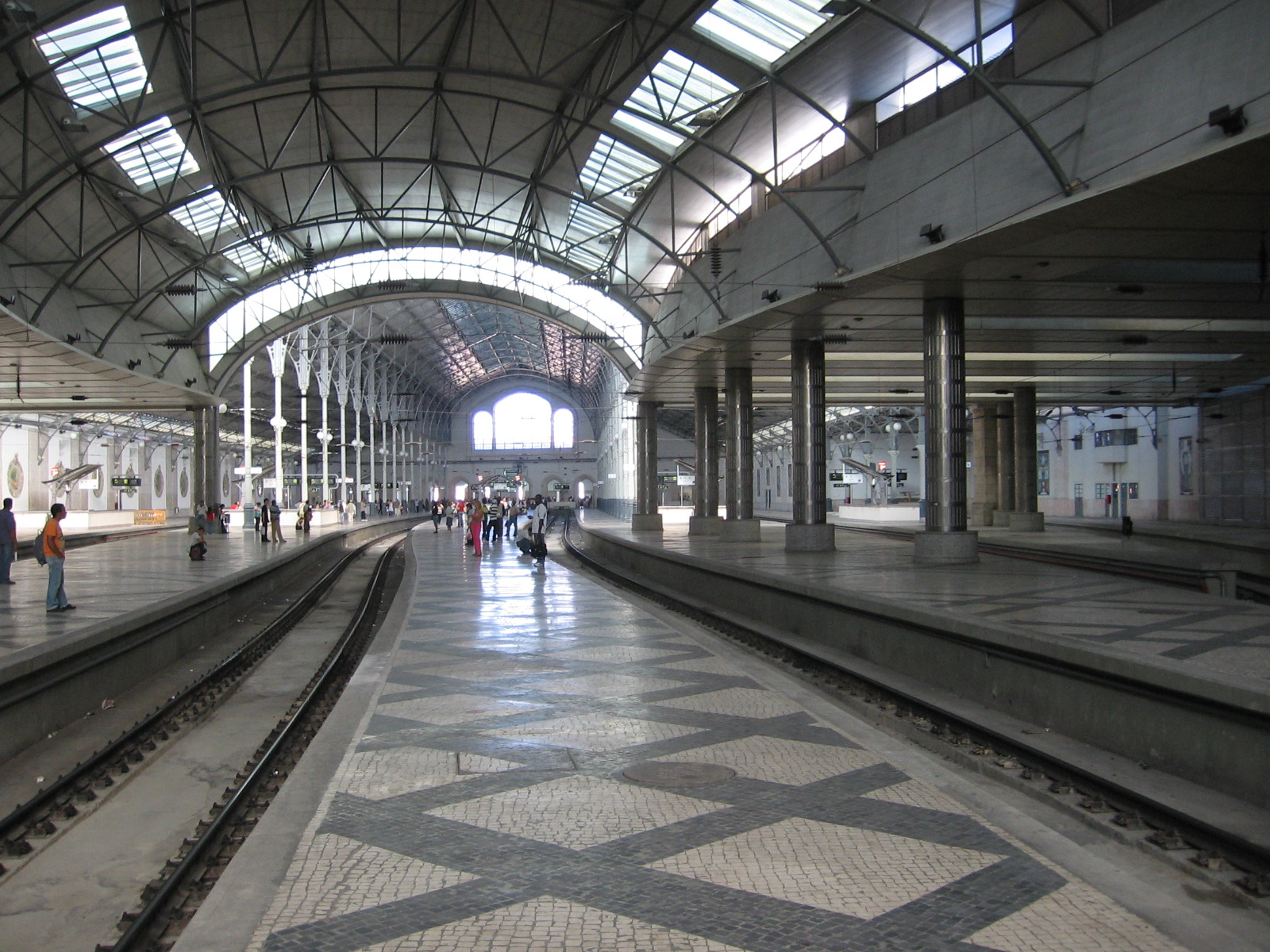
プラットホーム
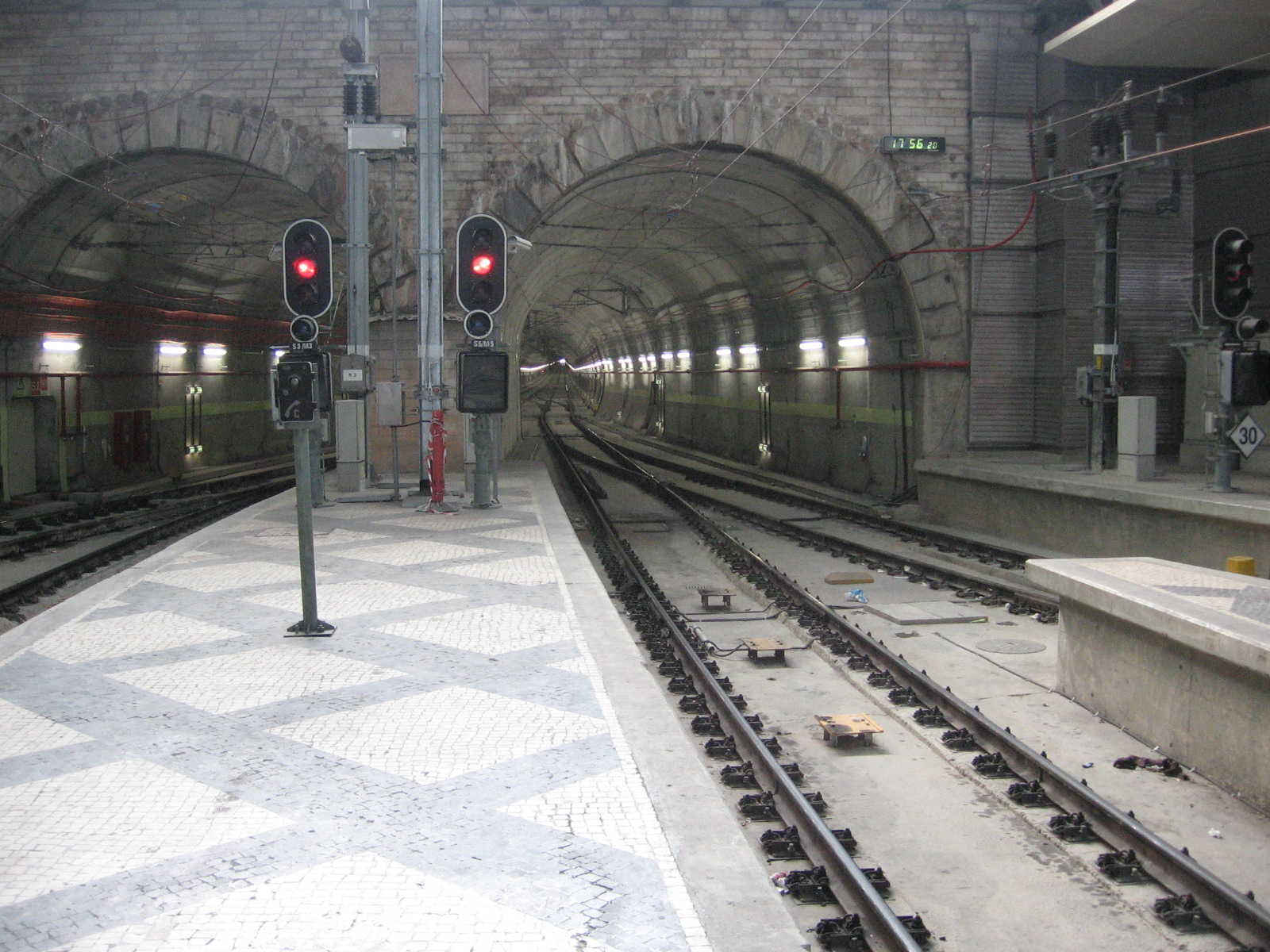
ロシオトンネル（ポルトガル語版）入り口

### リスボンメトロ
相対式ホーム2面2線を有する地下駅。駅出入口用の階段は4箇所、エレベータは1基ある。

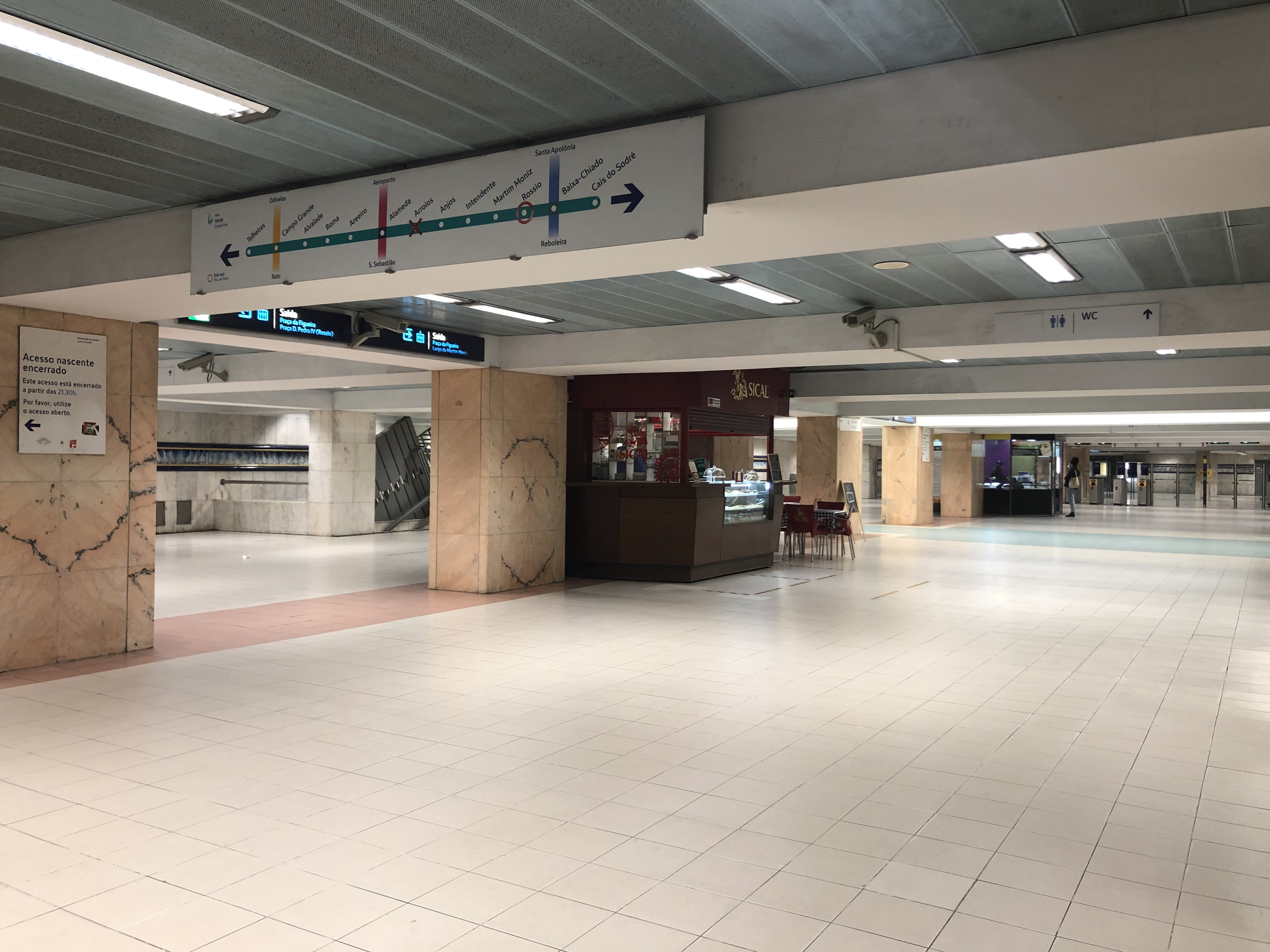
コンコース
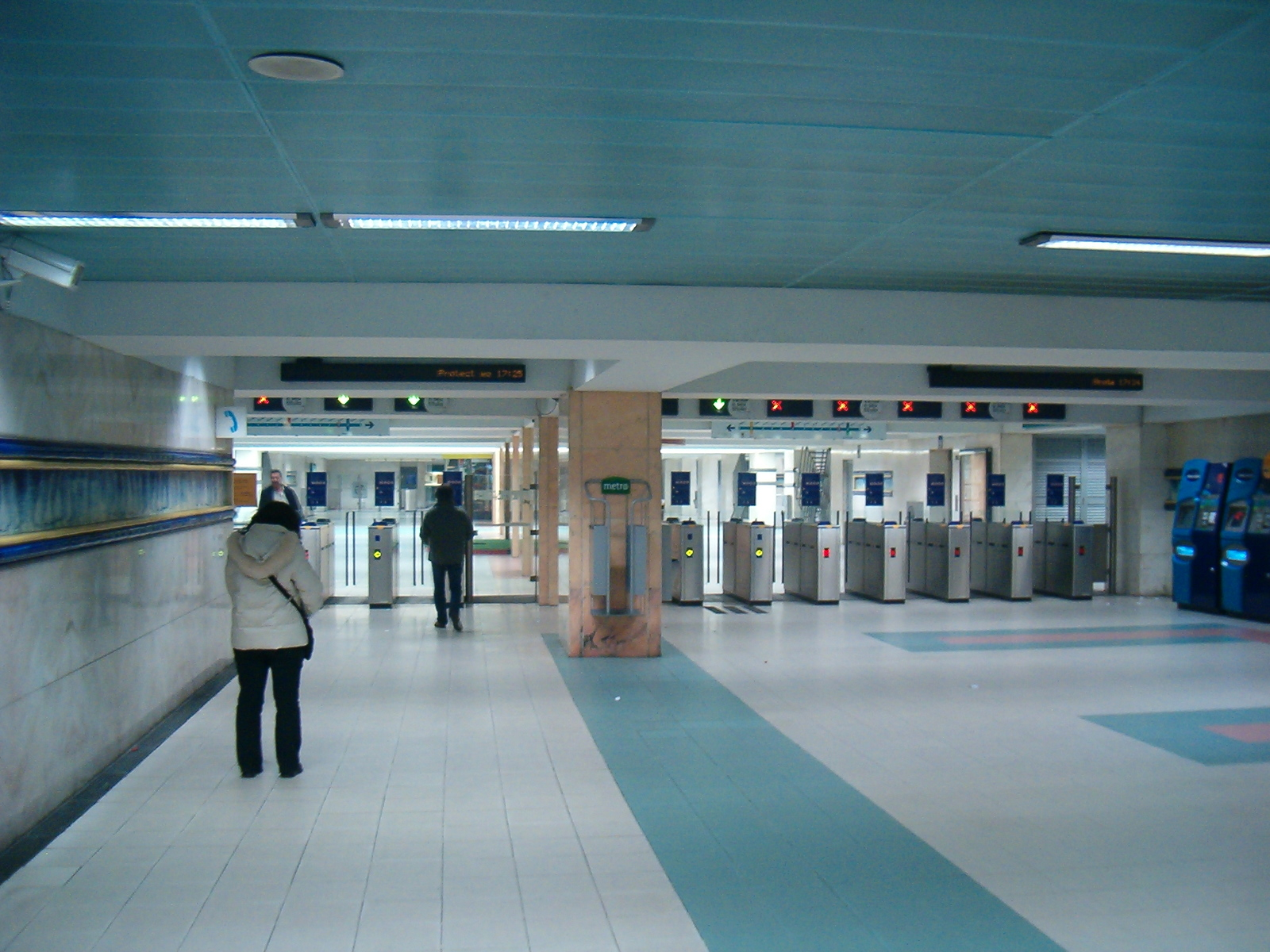
改札口
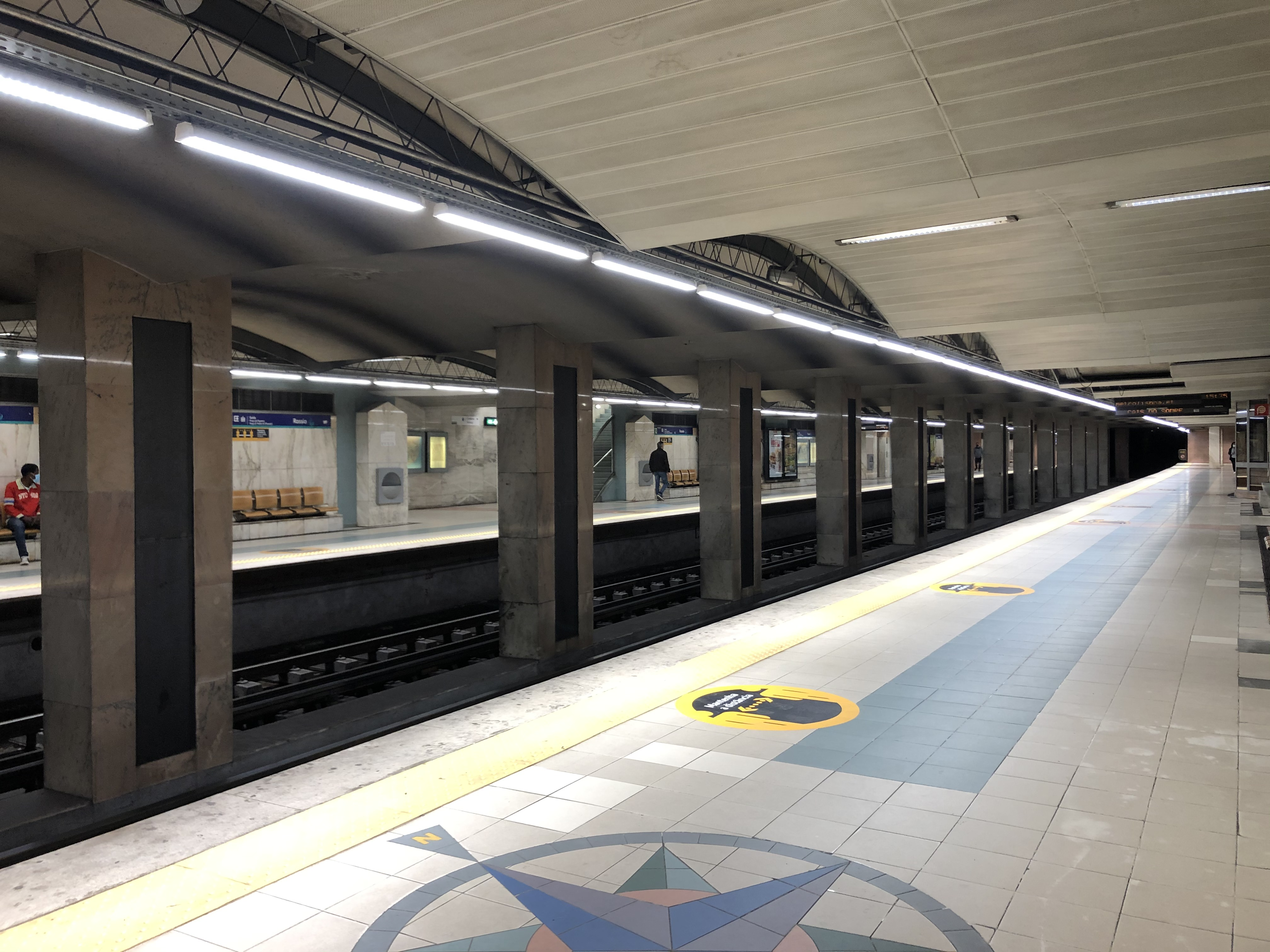
プラットホーム

## 駅周辺
- ロシオ広場
- レスタウラドーレス広場
- レスタウラドーレス駅（ポルトガル語版）（ リスボンメトロ青線）
- マリア2世国立劇場
- レクレイオス・コロシアム（ポルトガル語版、英語版）
- サン・ロッケ教会

## 隣の駅
ポルトガル鉄道
 シントラ線
ロシオ駅 - カンポリデ駅
リスボンメトロ
 緑線
マルティン・モニス駅 - ロシオ駅 - バイシャ＝シアード駅